# Dreiherrnspitze
Dreiherrnspitze (též Dreiherrenspitze, italsky Picco dei Tre Signori, 3499 m n. m.) je hora ve Vysokých Taurách na rakousko-italské státní hranici. Nachází se ve skupině Venedigeru na trojmezí mezi Tyrolskem, Salcburskem a Jižním Tyrolskem. Leží v západní části hřebene Tauernhauptkamm. Na východě sousedí s vrcholem Umbalköpfl (3429 m), na severozápadě s vrcholem Grasleitenkopf (2954 m) a na jihozápadě s vrcholem Althausschneidespitze (3225 m). Na severozápadních svazích Dreiherrnspitze se rozkládá ledovec Prettaukees (Vedretta di Predoi), na jihozápadních ledovec Äußeres Lahnerkees (Vedretta di Lana), na severních ledovec Krimmlerkees a na jihovýchodních ledovec Umbalkees.
První doložený výstup na vrchol podnikli 2. listopadu 1866 Balthasar Ploner, Michael Dorer a Isidor Feldner.
Na vrchol lze vystoupit z italské strany od chat Birnlückenhütte (2441 m) a Lenkjöchlhütte (2603 m), z rakouské strany od chaty Clarahütte (2038 m). Ve všech případech se jedná o ledovcovou túru.

## Galerie

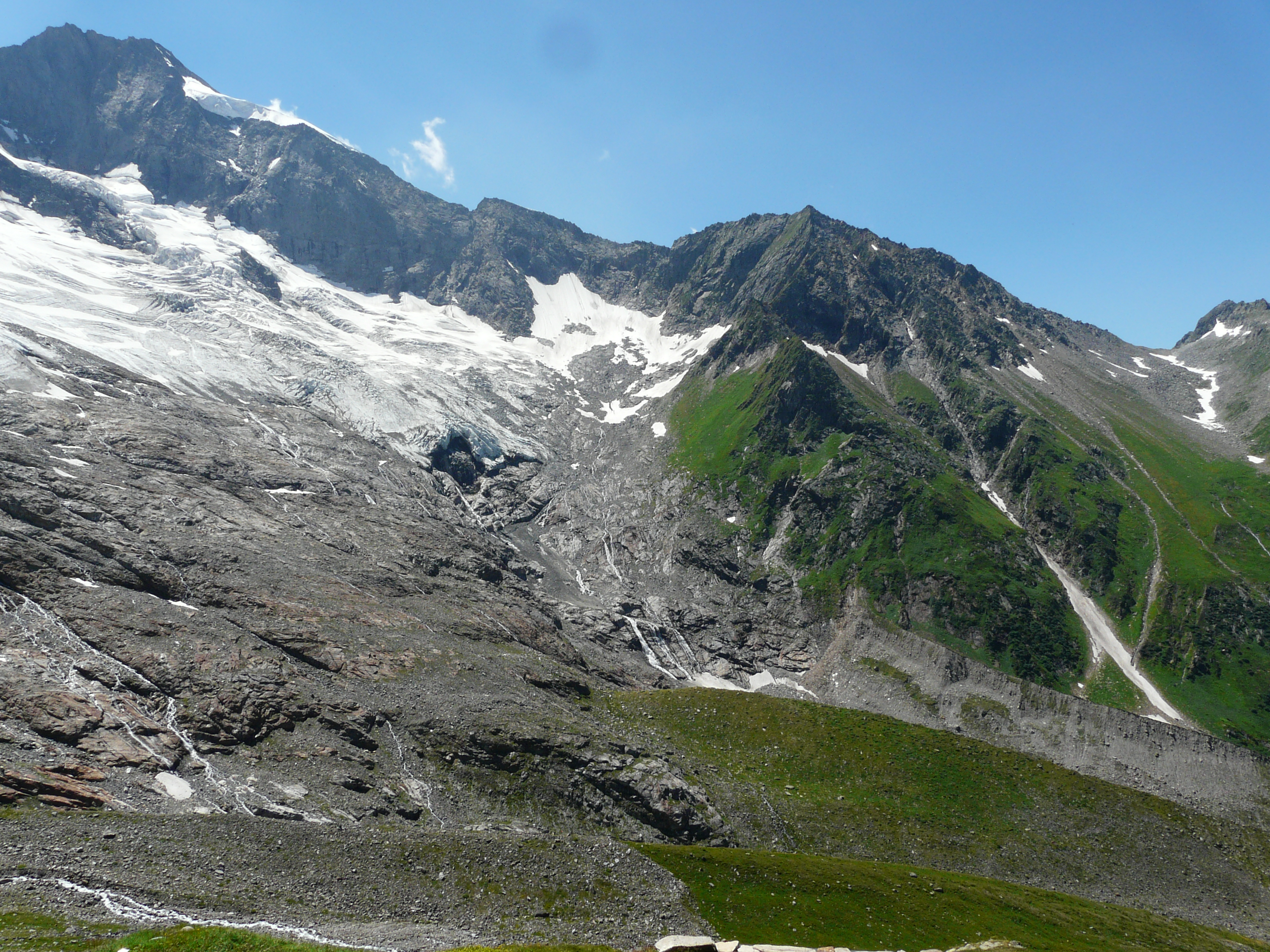
Pohled od Warnsdorfer Hütte na ledovec Krimmler Kees a Dreiherrnspitze (vlevo) a Birnlücke (vpravo)
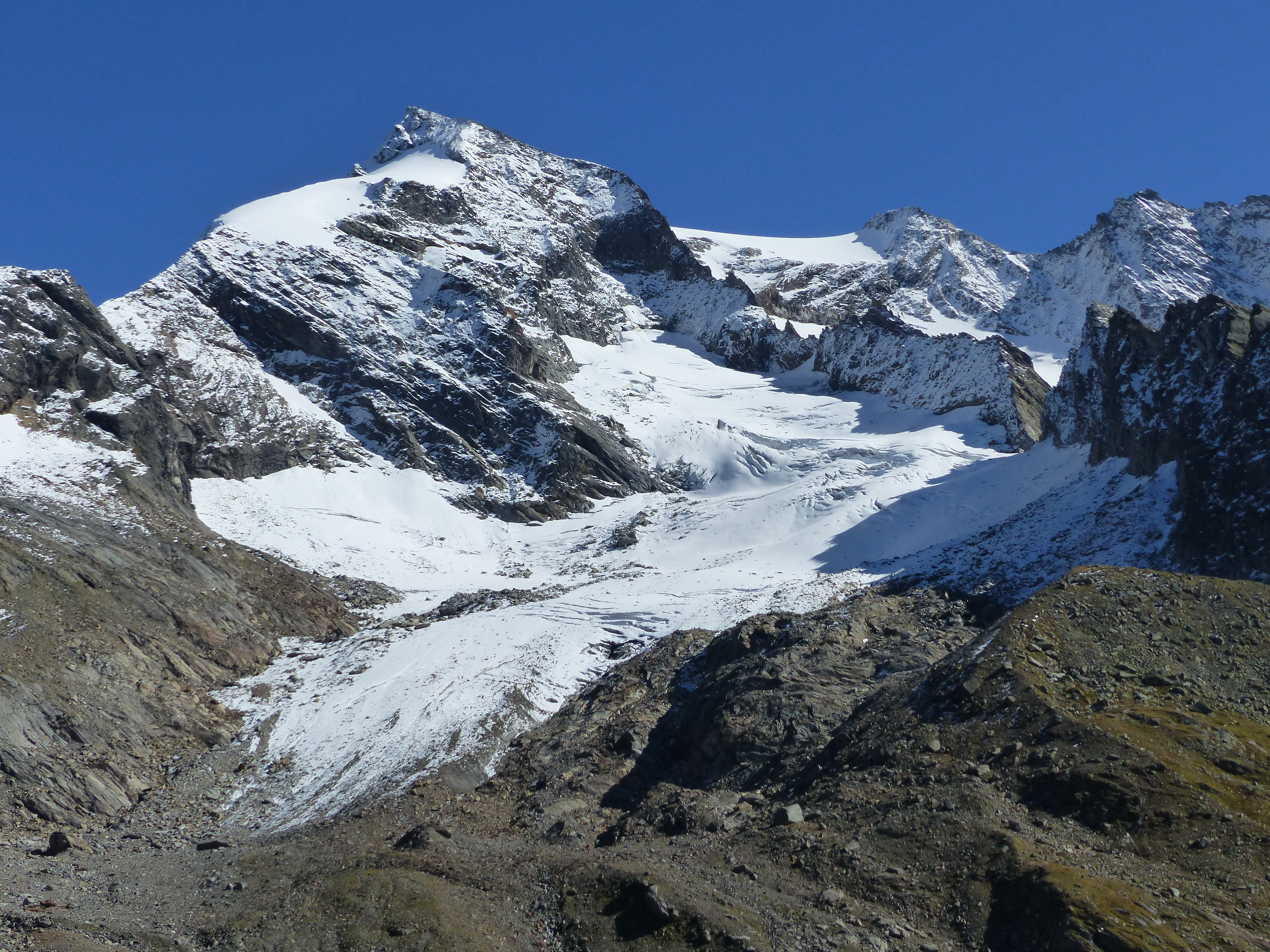
Dreiherrnspitze a ledovec Prettaukees
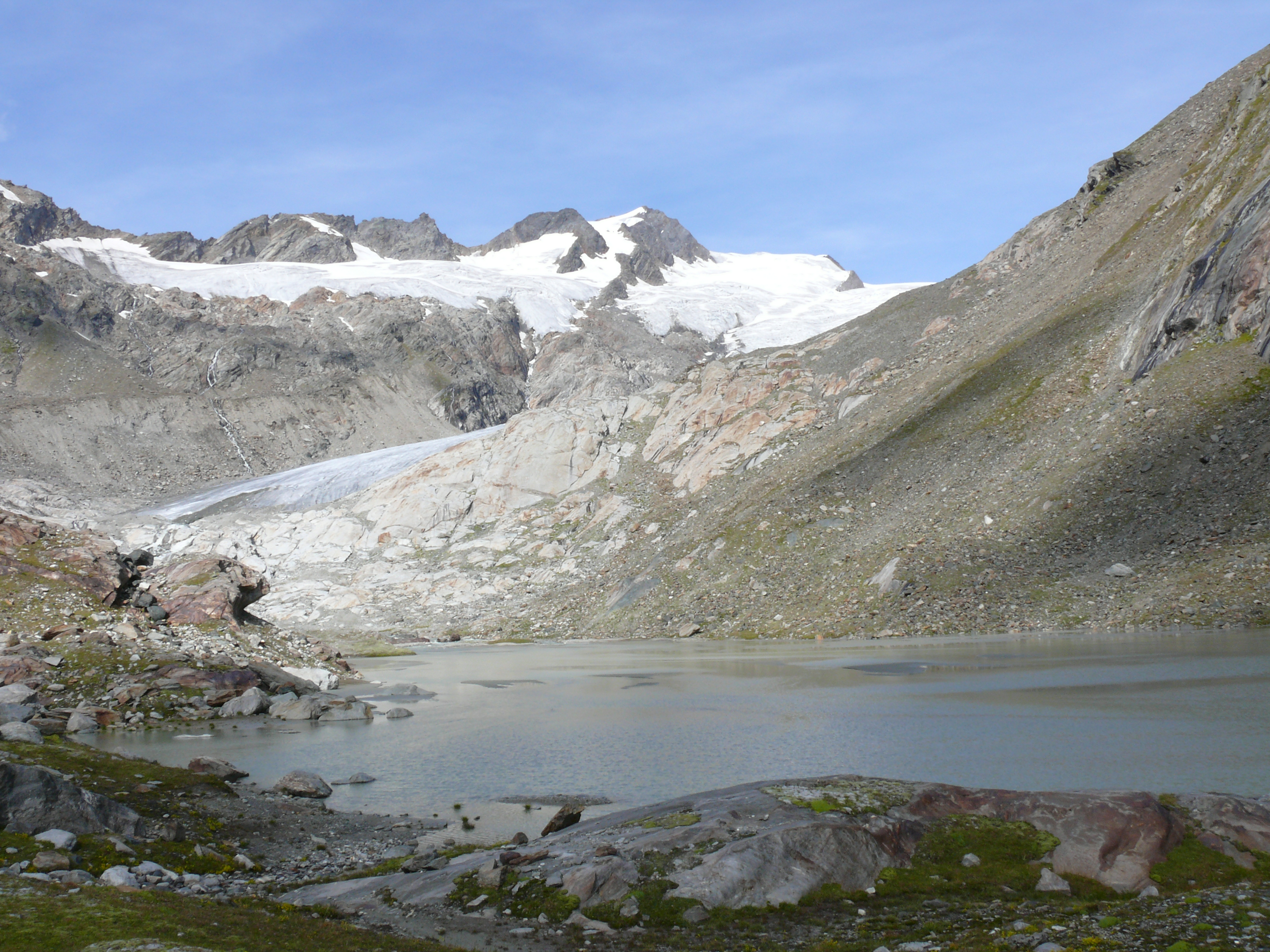
pohled na Dreiherrnspitze ze závěru údolí Umbaltal
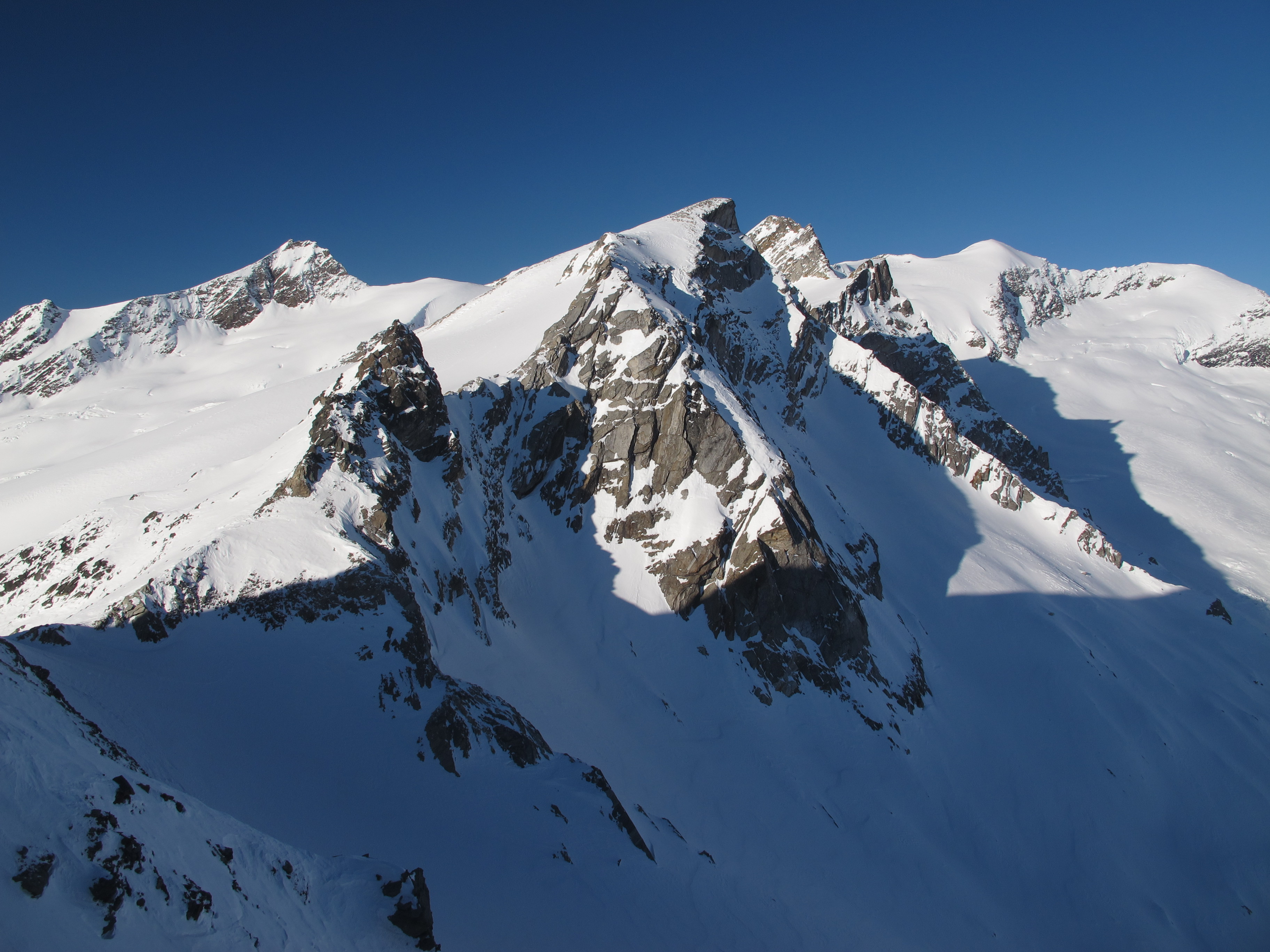
Gubachspitzen, Simonyspitzen, Dreiherrnspitze
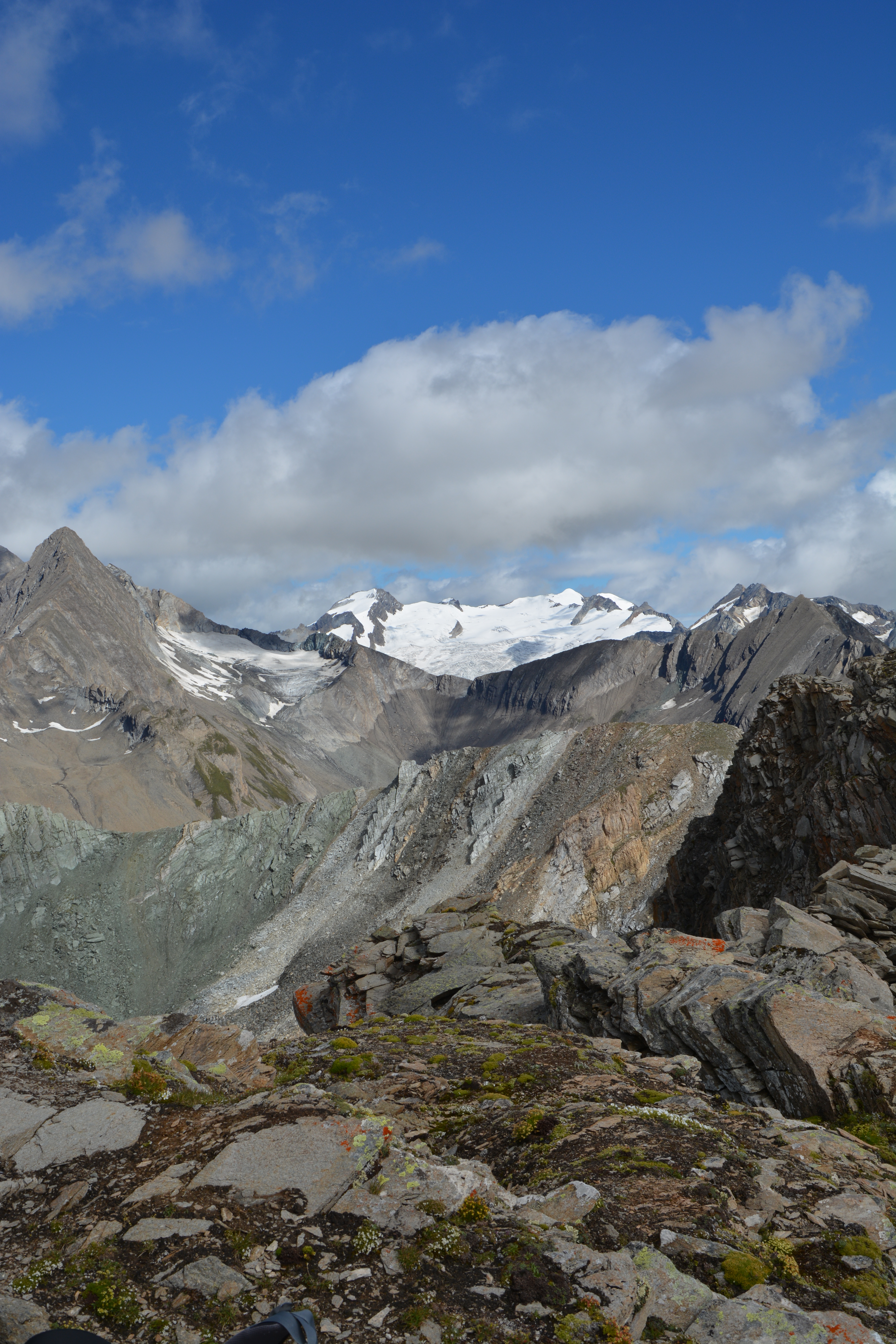
Rötspitze, Althausschneideturm, Dreiherrnspitze, Umbalköpfl, Westliche Simonyspitze a Gubachspitzen z Rotenmannspitze
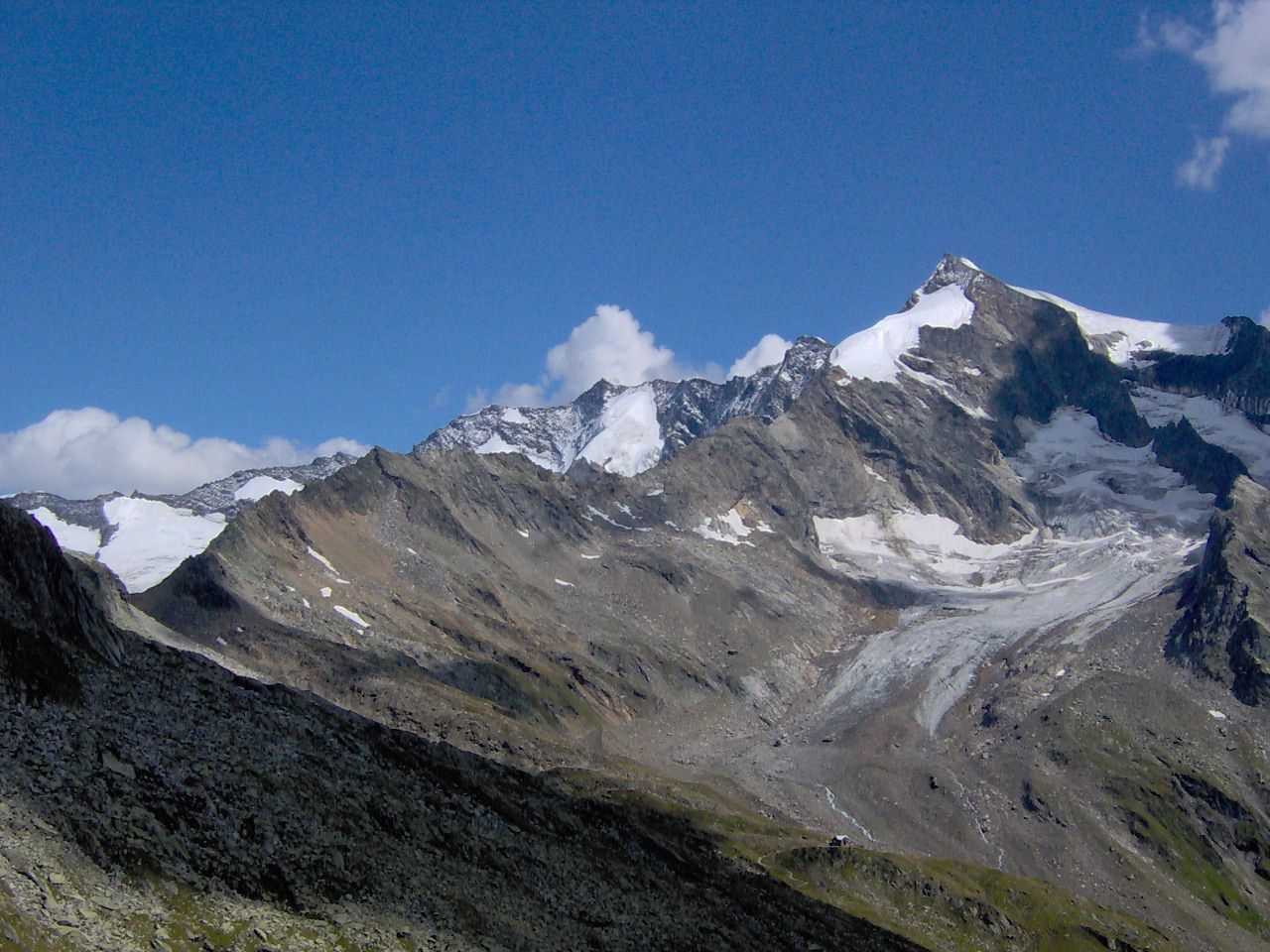
Rifugio Tridentina e Picco dei Tre Signori